# Ida Mett
Ida Lazarévitch-Gilman, coneguda com a Ida Mett (Smarhon', actualment Belarús, 20 de juliol de 1901 - París, 27 de juny de 1973) va ser una escriptora, sindicalista revolucionària i llibertària russa. El 1926 es trobava en el si del grup d'anarquistes russos parisencs, Nèstor Makhnò i Volin. Juntament amb Piotr Arxinov, un dels redactors de la « Plataforma organitzativa de la unió general dels anarquistes ».

## Biografia
Nascudaen una petita ciutat industrial de Rússia filla del comerciant de teles Meyer Gilma. Va estudiar medicina i uns dies abans de graduar-se, el 1924, va ser arrestada per les autoritats soviètiques per actes subversius. Als vint-i-tres va fugir de Rússia amb contrabandistes jueus. Va viure dos anys amb familiars a Polònia i va arribar a París el 1926 on va conèixer Nicolas Lazarévitch que es va convertir en el seu company.
Amb Volin i Piotr Arxinov, va animar la revista Dielo Trouda (Causa Obrera). ,El 1928 va ser exclosa del grup per ritus religiosos, havia encès una espelma a la mort del seu pare.

### Plataformismev/sSintetisme
El 1926, amb Nèstor Makhnò, Piotr Arxinov, Valevski, i Linski, va redactar la "Plataforma d'Organització de la Unió General d'Anarquistes." La Plataforma es compon de tres parts: una "part general", sobre el capitalisme i l'estratègia per enderrocar-la; una "part constructiva", sobre el projecte comunista llibertari i una "part organitzativa", sobre el propi moviment anarquista.
La "part general" afirma que l'anarquisme no és una "bella fantasia ni una idea abstracta de filosofia", sinó un moviment obrer revolucionari. Proposa una quadrícula d'anàlisi basada en el materialisme i la lluita de classes com a motor de la història. En una situació revolucionària, l'organització anarquista ha de proposar una orientació "en tots els àmbits de la revolució social". El repte és "connectar la solució d'aquests problemes a la concepció general del comunisme llibertari".
La "part constructiva" proposa un projecte social de transició. La producció industrial segueix el model dels soviets federats. En termes de consum i la qüestió agrària, la plataforma es desmarca del "comunisme de guerra" de Lenin, que era desposseir el camp per alimentar les ciutats. Pel que fa a la defensa de la revolució, el patró és el de la Makhnovtxina "caràcter de classe de l'exèrcit", "voluntari", "autodisciplina", "submissió total de l'exèrcit revolucionari a les masses treballadores i camperoles".
Finalment, la "part organitzativa" proposa quatre "principis fonamentals" per a una organització anarquista: la unitat teòrica, la unitat tàctica, la responsabilitat col·lectiva i el federalisme.
L'abril del 1927, Volin i els seus amics van publicar un fullet de 40 pàgines Resposta a la Plataforma. El to és polèmic, els autors acusen als "plataformistes" de voler bolxevitzar l'anarquisme. Cada punt de la Plataforma va ser descarnat i refutat. Es denega el caràcter de classe de l'anarquisme, l'anarquisme és també una concepció "humanitària i individual". La part constructiva es compara amb el "programa de transició" leninista. Els principis organitzatius s'assemblen a la disciplina de caserna. Fins i tot la defensa de la revolució, inspirada en la Makhnovixtxna, és reprovada. Els autors de la resposta veuen "la creació d'un centre polític dirigent, un exèrcit i una policia es troben disposició del centre, el que significa, bàsicament, la inauguració una autoritat política transitòria de caràcter estatal".
Volin està a favor de la anarquisme sintetista que té com a objectiu superar les divisions internes, tant teòriques com d'organització, del moviment anarquista. Volin proposa una síntesi dels diferents corrents del moviment: comunista-llibertari, anarcosindicalista i individualista. Segons Volin, aquests corrents es relacionen i estan molt a prop, només existeixen per culpa d'un malentès artificial. Per tant, cal fer una síntesi teòrica i filosòfica de les doctrines sobre les quals descansen, i llavors podem fer la fusió i considerar l'estructura i les formes específiques d'organització que representen aquestes tres tendències.

### Exili a Bèlgica
Tanmateix continua les seves activitats, organitzant campanyes d'informació sobre les realitats de la classe obrera a la Rússia soviètica. El 25 de novembre de 1928, Ida Mett i Nicolas Lazarevich van ser expulsats de França. Aleshores es van instal·lar a Bèlgica fins a 1936. El 1932 neix un fill que anomenen Marc. Durant aquest període, Ida Mett freqüenta els cercles llibertaris i pacifistes belgues.
El 1930, amb el Comitè per a l'alliberament de Francesco Ghezzi, va escriure Au secours de Francesco Ghezzi, un prisonnier du Guépéou. Amb Nicolas Lazarévitch, fan incursions il·legals a França des de fa dos anys, i després el 1931, a Espanya on es troben Francisco Ascaso i Buenaventura Durruti i amb la seva ajuda, organitza diverses reunions públiques. Va reprendre els seus estudis de medicina i es va graduar el 1930, però no va poder practicar a Bèlgica o França.
El 1936, va tornar clandestinament a França amb Nicolas Lazarévitch i va viure a Pré-Saint-Gervais. LLur naturalització és rebutjada sistemàticament, obtenint només permisos de residència de durada limitada, fins a la seva mort. El seu amic Boris Souvarine aconsegueix regularitzar la seva situació administrativa.

### Polemista
Ida Mett es converteix en secretària de la Unió de Treballadors del Gas a la Bourse du travail, mentre continua donant articles a Libertaire i la revista sindical La Révolution prolétarienne. Tanmateix va trencar el 1938 amb aquesta revista després de la publicació d'un article antisemita. És, al mateix temps, corresponsal de l'Institut Internacional d'Història Social d'Amsterdam.
El 8 de juny de 1940, van ser arrestats de nou i empresonats. Ell va ser enviat al camp d'internament de Vernet d'Arièja i va sortir després de tres mesos; Ida Mett i el seu fill, foren tancats al camp de Rieucros fins a abril de 1941. Després es traslladen a Marsella, intentant marxar als Estats Units. Però això se'ls nega. Boris Souvarine els ajuda i es traslladen a La Gàrdia de Grimaud sota arrest domiciliari. Posteriorment marxen cap a Draguinhan i romanen allí fins a la primavera de 1946.
Entre 1947 i 1952, Ida Mett va treballar com a assistent mèdica als Preventori dels nens jueus de Brunoy. Els seus diplomes mai no havien estat reconeguts, mai va poder exercir la professió de doctor. No obstant això, ha escrit un llibre sobre medicina a la Unió Soviètica, a través del qual analitza l'auge de l'antisemitisme en aquest país. Posteriorment va treballar com a traductora en la indústria química.
En febrer de 1948, va acabar d'escriure el seu únic llibre escrit en francès Souvenirs sur Nestor Makhno i La Commune de Cronstadt, crépuscule sanglant des soviets, un dels primers a denunciar la repressió de Kronstadt.
El 1957, ella contribueix amb Boris Souvarine, Lucien Laurat, Branko Lazitch, Ronald Wright en un número especial de la revista Est et Ouest (Le Communisme européen depuis la mort de Staline).

## Controvèrsia
Al seu llibre Souvenirs sur Nestor Makhno, Ida Mett escriu : « Galina Kouzmienko […] Després de la mort de Makhno, es va convertir en l'esposa de Volin i ambdós havies comès la infàmia més gran: tots dos van robar del coixí mortuori de Makhno el seu diari i van fer que desaparegués. En aquest diari Makhno havia escrit durant tota la seva vida en l'emigració i donava la seva opinió sobre els seus camarades i la seva activitat. »
Michel Ragon, a la seva novel·la La Mémoire des vaincus representa aquesta situació : « Ells van trobar el manuscrit sota el coixí mortuori i el cremaren. »

## Obres
- La Commune de Cronstadt, crépuscule sanglant des soviets, Éditions Spartacus, Paris, 1948
- Le Paysan russe dans la révolution et la post-révolution, Éditions Spartacus, Paris, 1968
- La Médecine en URSS, Éditions Les Îles d'Or, 1953
- L'École soviétique : enseignements primaire et secondaire, avec Nicolas Lazarévitch (préface Pierre Pascal), Éditions Les Îles d'Or, 1954
- Souvenirs sur Nestor Makhno, Éditions Allia, écrit en français en 1948, publié en 1983 à titre posthume ISBN 2-90423-502-7, Plantilla:Lire en ligne.